# 沈体兰
沈体兰（1899年—1976年）又名流芳，江苏吴江人，中华民国教育家，中华人民共和国政治人物，基督教徒。

## 生平
沈体兰是江苏省苏州市吴江区汾湖镇金家坝人。1922年，沈体兰自苏州东吴大学毕业。民国16年（1927年），与吴耀宗等人发起组织中国基督教学生运动协会。1928年留学英国牛津大学，后获文学硕士学位。1931年9月，应聘出任英国教会办的麦伦中学（今上海市继光中学）校长。任内制定了“建设高尚思想，养成社会意识，练习集体意识，实行公众服务”的新办学方针，以使学生具有“科学头脑、劳动身手、生产知识、革命精神”；他还建立民主管理治校制，并聘进步文化人士任教。在课程安排上，沈体兰废除了宗教课，增设了史地和公民“特种作业”课，让学生练习射击、战地急救、唱救亡歌曲等等。他建立了周会制，请海内外学者、名流如田汉、陈望道等前来演讲。他还创办了民众学校、补习学校、义务学校，招收店员、工人、失学儿童入学。麦伦中学1934年建室内体育馆，1936年建教学大楼，为筹集经费，沈体兰带头捐献了其父的遗产3000多元法币。
1931年九一八事变时，沈体兰支持麦伦中学学生的救亡活动，并且发起成立爱国社团，宣传救国主张。八一三事变爆发后，沈体兰加入保卫中国大同盟等抗日组织，并且受宋庆龄委托，到英属印度、英国、美国等国家和地区宣传中国的抗日斗争。
1941年初，沈体兰到内地办学。抗日战争结束后，1946年夏，返回上海复任麦伦中学校长，并且兼任上海圣约翰大学教授。在中共领导下，麦伦中学的学生参加了上海全市反美爱国运动，该校赢得了“民主堡垒”的声誉。1946年底，上海市警察局要逮捕麦伦中学学生会3位主要干部，沈体兰表态反对。
1947年至1948年间，沈体兰、张志让等人发起成立上海大学教授联谊会。在上海各界人民团体联合发起的“美军退出中国”宣传周中，沈体兰主持召开了外国记者招待会，用英语发表演说，反对美国干涉中国内政，演说全文刊登在英文报刊上。沈体兰、马寅初等人发起成立“上海市教育人权保障会”，联合28位民主教授发表了意见书，提出了反对内战、反对逮捕爱国师生等6项抗议。
1949年初，北平和平解放，沈体兰在北平与廖承志代表全国青年代表大会，欢迎毛泽东、朱德进入北平，沈体兰致欢迎词，毛泽东与他握手并合影。沈体兰应邀参加新政治协商会议筹备会的工作，任新政治协商会议筹备会副秘书长、中国人民政治协商会议第一届全国委员会副秘书长。1949年10月1日，参加中华人民共和国开国大典。后来他回到上海。1950年，任华东军政委员会教育部副部长，1953年调任华东体育委员会主任。1955年起，任上海市体育运动委员会主任。1958年起，任上海市政协副主席。沈体兰还先后担任上海市人大代表，上海市人民委员会委员，全国政协委员，中国民主同盟中央委员、中国民主同盟上海市委常委，中国民主促进会上海市委常务理事等职。
1976年6月，沈体兰在上海病逝。